# Premier Division 2011 (Irlanda)
La stagione 2011 è stata la novantunesima edizione della League of Ireland Premier Division, massimo livello professionistico del campionato irlandese di calcio.

## Avvenimenti

### Antefatti
Analogamente a quanto accaduto nella stagione precedente, anche il precampionato della stagione 2011 vide una modifica nel lotto delle squadre partecipanti. Il fallimento e la conseguente radiazione dello Sporting Fingal, avvenuti il 10 febbraio 2011, annullarono la retrocessione sul campo del Drogheda United, che il 14 febbraio acconsentì alla partecipazione in Premier Division. Furono inoltre fortemente in dubbio le partecipazioni del Galway United e del Bray Wanderers, che incontrarono difficoltà nell'ottenere la licenza per la partecipazione in massima serie.

### Campionato
La data di avvio del torneo fu fissata per il 4 marzo: vincendo le prime tre partite, i campioni in carica dello Shamrock Rovers si portarono immediatamente al comando della classifica, ma la prima sconfitta stagionale della squadra (maturata l'8 aprile contro il Bray Wanderers) permise al gruppo delle inseguitrici di riagganciare la vetta. Nello spazio di due settimane, grazie al pareggio esterno nello scontro diretto con il Bohemians e la vittoria interna con l'UCD, gli Hoops ripresero il comando della classifica e lo mantennero per tutta la prima parte, tallonate da un gruppo formato da numerose squadre tra cui il Derry City e il Bray Wanderers.
Con l'inizio del girone di ritorno, complice un leggero calo di rendimento dello Shamrock Rovers, iniziò una bagarre in vetta tra numerose squadre, tra cui il St Patrick's Athletic, gli Hoops, lo Sligo Rovers e il Derry City. In particolare i nordirlandesi, appena promossi dalla First Division in cui due anni prima erano retrocessi per irregolarità, ingaggeranno un duello con i campioni in carica che arriverà ad un punto di svolta in occasione del recupero dello scontro diretto, giocato il 13 ottobre: una vittoria per 1-0 consegnerà di fatto il titolo agli Hoops che, nelle gare rimanenti, si limitarono a gestire il lieve vantaggio nei confronti delle inseguitrici risultando matematicamente campioni con un turno di anticipo, grazie ad una vittoria per 2-1 sull'UCD. In quella stessa giornata si erano inoltre decisi i verdetti in chiave europea con Sligo Rovers e Derry City qualificate, rispettivamente, al secondo e primo turno preliminare della UEFA Europa League.

## Squadre partecipanti

### Profili
| Club partecipanti | Club partecipanti | Città    | Stadio             | Sponsor tecnico | Sponsor ufficiale   | Stagione 2010                          |
| ----------------- | ----------------- | -------- | ------------------ | --------------- | ------------------- | -------------------------------------- |
| Bohemians         | dettagli          | Dublino  | Dalymount Park     | Umbro           | dublinbet.com       | 2° in Premier Division                 |
| Bray Wanderers    | dettagli          | Bray     | Carlisle Grounds   | Umbro           | Rehab Bingo         | Vincitore dei playoff interdivisionali |
| Derry City        | dettagli          | Derry    | Brandywell Stadium | Hummel          | Diamond Corrugated  | Vincitore della First Division         |
| Drogheda Utd      | dettagli          | Drogheda | Hunky Dorys Park   | Vandanel        | Hunky Dorys         | 10° in Premier Division                |
| Dundalk           | dettagli          | Dundalk  | Oriel Park         | Umbro           | FastFix             | 6° in Premier Division                 |
| Galway Utd        | dettagli          | Galway   | Terryland Park     | Rival           | Papa John's         | 8° in Premier Division                 |
| St Patrick's      | dettagli          | Dublino  | Richmond Park      | Umbro           | Nissan              | 5° in Premier Division                 |
| Shamrock Rovers   | dettagli          | Dublino  | Tallaght Stadium   | Umbro           | Woodie's DIY        | Campione d'Irlanda                     |
| Sligo Rovers      | dettagli          | Sligo    | Showgrounds        | Jako            | Tohers The Chemists | 3° in Premier Division                 |
| UCD               | dettagli          | Dublino  | UCD Bowl           | O'Neill's       | O'Neill's           | 7° in Premier Division                 |

### Allenatori
| Club            | Allenatore                               |
| --------------- | ---------------------------------------- |
| Bohemians       | Pat Fenlon                               |
| Bray Wanderers  | Pat Devlin                               |
| Derry City      | Stephen Kenny                            |
| Drogheda Utd    | Mick Cooke                               |
| Dundalk         | Ian Foster                               |
| Galway Utd      | Sean Connor (1ª-29ª) John Brennan (30ª-) |
| St Patrick's    | Pete Mahon                               |
| Shamrock Rovers | Michael O'Neill                          |
| Sligo Rovers    | Paul Cook                                |
| UCD             | Martin Russell                           |

## Classifica
|  | Pos. | Squadra         | Pt | G  | V  | N  | P  | GF | GS  | DR  |
|  | ---- | --------------- | -- | -- | -- | -- | -- | -- | --- | --- |
|  | 1.   | Shamrock Rovers | 77 | 36 | 23 | 8  | 5  | 69 | 24  | +45 |
|  | 2.   | Sligo Rovers    | 73 | 36 | 22 | 7  | 7  | 73 | 19  | +54 |
|  | 3.   | Derry City      | 68 | 36 | 18 | 14 | 4  | 63 | 23  | +40 |
|  | 4.   | St Patrick's    | 63 | 36 | 17 | 12 | 7  | 62 | 35  | +27 |
|  | 5.   | Bohemians       | 60 | 36 | 17 | 9  | 10 | 39 | 27  | +12 |
|  | 6.   | Bray Wanderers  | 51 | 36 | 15 | 6  | 15 | 53 | 50  | +3  |
|  | 7.   | Dundalk         | 44 | 36 | 11 | 11 | 14 | 50 | 53  | -3  |
|  | 8.   | UCD             | 34 | 36 | 10 | 4  | 22 | 42 | 80  | -38 |
|  | 9.   | Drogheda Utd    | 25 | 36 | 7  | 4  | 25 | 32 | 77  | -45 |
|  | 10.  | Galway Utd      | 6  | 36 | 1  | 3  | 32 | 20 | 115 | -95 |

Legenda:

      Campione d'Irlanda e ammessa alla UEFA Champions League 2012-2013

      Ammesse alla UEFA Europa League 2012-2013

      Retrocessa in League of Ireland First Division 2012

      Derry City sconta l'esclusione dalle coppe europee

Tre punti a vittoria, uno a pareggio, zero a sconfitta.

### Play-off promozione/retrocessione
|              |     |              | Città e data               |
| ------------ | --- | ------------ | -------------------------- |
| Monaghan Utd | 2-0 | Galway Utd   | Monaghan, 1º novembre 2011 |
| Galway Utd   | 1-3 | Monaghan Utd | Galway, 4 novembre 2011    |

## Classifica marcatori
| Gol | Rigori |  | Giocatore         | Squadra         |
| --- | ------ |  | ----------------- | --------------- |
| 22  | 2      |  | Éamon Zayed       | Derry City      |
| 20  | 2      |  | Eoin Doyle        | Sligo Rovers    |
| 15  | 2      |  | Danny North       | St Patrick's    |
| 15  |        |  | Gary Twigg        | Shamrock Rovers |
| 13  | 3      |  | Mark Quigley      | Dundalk         |
| 12  |        |  | Matthew Blinkhorn | Sligo Rovers    |
| 11  | 3      |  | Christy Fagan     | Bohemians       |
| 10  | 1      |  | Kevin Sheppard    | Shamrock Rovers |
| 9   |        |  | Gareth McGlynn    | Derry City      |
| 9   |        |  | Graham Rusk       | UCD             |
| 9   |        |  | Billy Dennehy     | Shamrock Rovers |

## Statistiche

### Capoliste solitarie
- 3ª-5ª giornata:  Shamrock Rovers
- 8ª-19ª giornata:  Shamrock Rovers
- 20ª giornata:  St Patrick's
- 21ª giornata:  Shamrock Rovers
- 22ª-24ª giornata:  Sligo Rovers
- 27ª giornata:  Derry City
- 28ª giornata:  Shamrock Rovers
- 29ª-30ª giornata:  Derry City
- 34ª-36ª giornata:  Shamrock Rovers

### Record
- Maggior numero di vittorie:  Shamrock Rovers (23)
- Minor numero di sconfitte:  Derry City (4)
- Migliore attacco:  Sligo Rovers (73 gol fatti)
- Miglior difesa:  Sligo Rovers (19 gol subiti)
- Miglior differenza reti:  Sligo Rovers (+57)
- Maggior numero di pareggi:  Derry City (14)
- Minor numero di pareggi:  Galway Utd (3)
- Maggior numero di sconfitte:  Galway Utd (32)
- Minor numero di vittorie:  Galway Utd (1)
- Peggiore attacco:  Galway Utd (20 gol fatti)
- Peggior difesa:  Galway Utd (115 gol subiti)
- Peggior differenza reti:  Galway Utd (-95)

### Giocatori
- Capocannoniere: Éamon Zayed ( Derry City), 22 gol
- Maggior numero di cartellini gialli ricevuti: Patrick Sullivan ( Shamrock Rovers), 11 ammonizioni
- Maggior numero di cartellini ricevuti: Patrick Sullivan ( Shamrock Rovers) e Adam Mitchell ( Bray Wanderers), 12 cartellini

### Partite
- Più gol:  UCD -  Drogheda Utd 5-4, 3 settembre 2011

## Risultati

### Prima fase
| andata      | 1ª giornata              | ritorno     |
| 4 mar. 2011 |                          | 2 mag. 2011 |
| 1-3         | Bray Wanderers-Bohemians | 1-1         |
| 0-1         | Derry City-Sligo Rovers  | 0-3         |
| 0-3         | Galway Utd-St. Patrick's | 2-5         |
| 0-1         | Drogheda Utd-UCD         | 1-2         |
| 3-1         | Shamrock Rovers-Dundalk  | 1-1         |

| andata       | 4ª giornata                | ritorno      |
| 25 mar. 2011 |                            | 13 mag. 2011 |
| 0-1          | Bohemians-Galway Utd       | 2-0          |
| 0-0          | Derry City-Shamrock Rovers | 1-1          |
| 3-2          | St Patrick's-Dundalk       | 2-1          |
| 0-1          | UCD-Bray Wanderers         | 1-2          |
| 2-0          | Sligo Rovers-Drogheda Utd  | 3-0          |

| andata       | 7ª giornata                 | ritorno      |
| 15 apr. 2011 |                             | 31 mag. 2011 |
| 1-1          | Bohemians-Shamrock Rovers   | 0-1          |
| 2-1          | Bray Wanderers-Drogheda Utd | 1-0          |
| 1-1          | Dundalk-Sligo Rovers        | 0-1          |
| 1-4          | Galway United-Derry City    | 0-6          |
| 1-1          | St Patrick's-UCD            | 3-1          |

| andata       | 2ª giornata                  | ritorno     |
| 11 mar. 2011 |                              | 6 mag. 2011 |
| 1-0          | Bohemians-Drogheda Utd       | 1-0         |
| 3-2          | Dundalk-Galway Utd           | 3-0         |
| 2-3          | St Patrick's-Bray Wanderers  | 1-0         |
| 0-2          | UCD-Derry City               | 0-7         |
| 0-1          | Sligo Rovers-Shamrock Rovers | 0-1         |

| andata       | 5ª giornata                  | ritorno      |
| 1º apr. 2011 |                              | 20 mag. 2011 |
| 1-2          | Bray Wanderers-Derry City    | 1-1          |
| 3-1          | Dundalk-UCD                  | 2-0          |
| 0-1          | Galway Utd-Sligo Rovers      | 0-3          |
| 0-0          | St Patrick's-Bohemians       | 0-1          |
| 0-4          | Drogheda Utd-Shamrock Rovers | 0-3          |

| andata       | 8ª giornata               | ritorno      |
| 22 apr. 2011 |                           | 10 giu. 2011 |
| 2-0          | Bray Wanderers-Galway Utd | 3-0          |
| 1-1          | Derry City-St Patrick's   | 1-1          |
| 1-2          | Drogheda Utd-Dundalk      | 2-1          |
| 3-1          | Shamrock Rovers-UCD       | 6-1          |
| 1-2          | Sligo Rovers-Bohemians    | 0-0          |

| andata       | 3ª giornata                  | ritorno     |
| 18 mar. 2011 |                              | 9 mag. 2011 |
| 0-0          | Bray Wanderers-Sligo Rovers  | 1-3         |
| 0-0          | Dundalk-Bohemians            | 0-1         |
| 0-0          | Galway Utd-UCD               | 0-3         |
| 2-2          | Drogheda Utd-Derry City      | 0-2         |
| 2-0          | Shamrock Rovers-St Patrick's | 0-0         |

| andata      | 6ª giornata                    | ritorno      |
| 8 apr. 2011 |                                | 26 mag. 2011 |
| 2-0         | Derry City-Dundalk             | 0-1          |
| 1-1         | Drogheda Utd-Galway Utd        | 2-1          |
| 0-2         | UCD-Bohemians                  | 0-1          |
| 0-1         | Shamrock Rovers-Bray Wanderers | 0-1          |
| 2-0         | Sligo Rovers-St Patrick's      | 1-2          |

| andata       | 9ª giornata                   | ritorno      |
| 29 apr. 2011 |                               | 17 giu. 2011 |
| 0-2          | Bohemians-Derry City          | 0-3          |
| 0-0          | Dundalk-Bray Wanderers        | 5-1          |
| 0-1          | Galway United-Shamrock Rovers | 0-4          |
| 3-0          | St Patrick's-Drogheda Utd     | 4-1          |
| 2-1          | UCD-Sligo Rovers              | 0-4          |

### Seconda fase
| andata       | 1ª giornata              | ritorno     |
| 20 giu. 2011 |                          | 3 set. 2011 |
| 1-2          | Bray Wanderers-Bohemians | 1-2         |
| 0-0          | Derry City-Sligo Rovers  | 1-1         |
| 0-2          | Galway Utd-St. Patrick's | 1-6         |
| 3-1          | Drogheda Utd-UCD         | 4-5         |
| 2-2          | Shamrock Rovers-Dundalk  | 2-1         |

| andata      | 4ª giornata                | ritorno      |
| 8 lug. 2011 |                            | 23 set. 2011 |
| 2-0         | Bohemians-Galway Utd       | 3-0          |
| 1-0         | Derry City-Shamrock Rovers | 0-1          |
| 2-2         | St. Patrick's-Dundalk      | 2-0          |
| 1-2         | UCD-Bray Wanderers         | 0-4          |
| 2-0         | Sligo Rovers-Drogheda Utd  | 3-0          |

| andata      | 7ª giornata                 | ritorno      |
| 5 ago. 2011 |                             | 14 ott. 2011 |
| 0-1         | Bohemians-Shamrock Rovers   | 1-1          |
| 1-2         | Bray Wanderers-Drogheda Utd | 4-1          |
| 1-1         | Dundalk-Sligo Rovers        | 0-5          |
| 0-3         | Galway United-Derry City    | 0-4          |
| 2-2         | St. Patrick's-UCD           | 1-2          |

| andata       | 2ª giornata                  | ritorno     |
| 24 giu. 2011 |                              | 9 set. 2011 |
| 2-0          | Bohemians-Drogheda Utd       | 2-0         |
| 6-1          | Dundalk-Galway Utd           | 2-2         |
| 1-0          | St. Patrick's-Bray Wanderers | 3-0         |
| 2-2          | UCD-Derry City               | 1-2         |
| 2-0          | Sligo Rovers-Shamrock Rovers | 2-1         |

| andata       | 5ª giornata                  | ritorno      |
| 15 lug. 2011 |                              | 30 set. 2011 |
| 1-2          | Bray Wanderers-Derry City    | 1-1          |
| 2-0          | Dundalk-UCD                  | 0-3          |
| 0-8          | Galway Utd-Sligo Rovers      | 1-7          |
| 1-1          | St. Patrick's-Bohemians      | 0-0          |
| 0-1          | Drogheda Utd-Shamrock Rovers | 0-4          |

| andata       | 8ª giornata               | ritorno      |
| 12 ago. 2011 |                           | 21 ott. 2011 |
| 4-0          | Bray Wanderers-Galway Utd | 6-0          |
| 2-0          | Derry City-St. Patrick's  | 1-1          |
| 2-2          | Drogheda Utd-Dundalk      | 0-1          |
| 6-0          | Shamrock Rovers-UCD       | 2-1          |
| 1-2          | Sligo Rovers-Bohemians    | 3-0          |

| andata       | 3ª giornata                   | ritorno      |
| 1º lug. 2011 |                               | 12 set. 2011 |
| 0-3          | Bray Wanderers-Sligo Rovers   | 0-3          |
| 1-3          | Dundalk-Bohemians             | 1-3          |
| 3-4          | Galway Utd-UCD                | 1-2          |
| 0-3          | Drogheda Utd-Derry City       | 2-2          |
| 1-0          | Shamrock Rovers-St. Patrick's | 1-1          |

| andata       | 6ª giornata                    | ritorno     |
| 22 lug. 2011 |                                | 8 ott. 2011 |
| 0-0          | Derry City-Dundalk             | 2-0         |
| 1-0          | Drogheda Utd-Galway Utd        | 2-1         |
| 2-0          | UCD-Bohemians                  | 0-2         |
| 5-2          | Shamrock Rovers-Bray Wanderers | 2-1         |
| 0-0          | Sligo Rovers-St. Patrick's     | 0-1         |

| andata       | 9ª giornata                   | ritorno      |
| 19 ago. 2011 |                               | 29 ott. 2011 |
| 0-1          | Bohemians-Derry City          | 0-0          |
| 2-2          | Dundalk-Bray Wanderers        | 0-1          |
| 2-3          | Galway United-Shamrock Rovers | 0-4          |
| 4-0          | St. Patrick's-Drogheda Utd    | 3-4          |
| 0-1          | UCD-Sligo Rovers              | 2-4          |